# Hermann Werner Kubsch

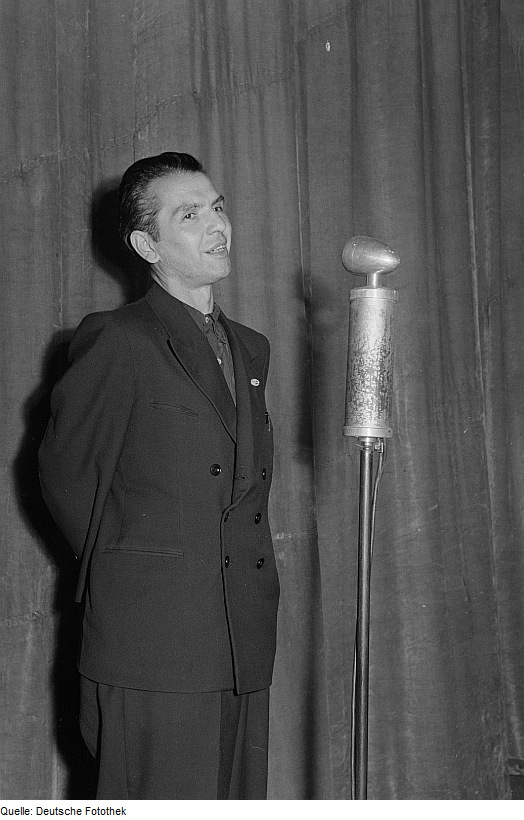
Hermann Werner Kubsch (1953)

Hermann Werner Kubsch (* 11. Februar 1911 in Dresden; † 15. Juli 1983 in Dresden) war ein deutscher Schriftsteller und Filmautor in Dresden.

## Leben

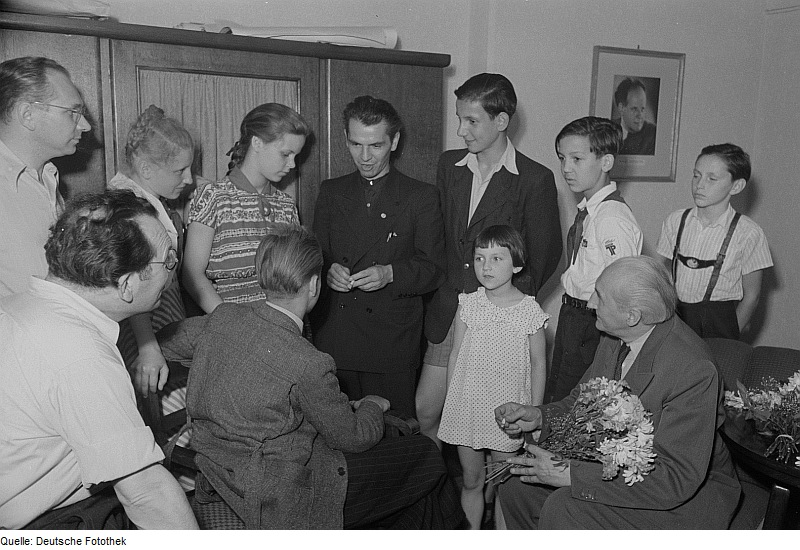
Hermann Werner Kubsch (Mitte) und Edgar Bennert (rechts) mit Kinderdarstellern des Films Die Störenfriede

Kubsch war der Sohn einer Arbeiterin. Er wurde 1923 Mitglied der Sozialistische Arbeiterjugend, in der er sich aktiv in politischen Spieltrupps und bei Sprechchor-Aktionen beteiligte. Ab 1923 besuchte er die Staatliche Höhere Versuchsschule („Dürerschule“), von der er 1925 „wegen politischer Agitation“ verwiesen wurde. Es folgte eine Ausbildung zum Reklamemaler (bzw. Gebrauchswerber). Von 1926 bis 1928 studierte er an der Akademie für Kunstgewerbe Dresden und am Bauhaus in Dessau. Dort trat er dem Kommunistischen Studentenverband bei.
Von 1929 bis 1933 war er freischaffender Maler und Graphiker. Er arbeitete in der kommunistischen Arbeiterpresse mit, beteiligte sich an Agitpropgruppen und betätigte sich als Rezitator. Seine erste literarische Veröffentlichung erschien 1930 in der Zeitschrift der Büchergilde Gutenberg. Er trat dem Bund proletarisch-revolutionärer Schriftsteller bei.
1932 war er Lehrer an der Dresdner Marxistischen Arbeiterschule (MASCH), und er gründete mit Lea und Hans Grundig das Dresdner Kabarett („Künstlerspieltruppe“) Die Linkskurve.
1933 wurde Kubsch ins KZ Hohnstein gebracht und bis Dezember in „Schutzhaft genommen“.
Von 1935 bis 1936 war er beim Reichsarbeitsdienst, und von 1942 bis 1945 nahm er als Soldat der Wehrmacht am Zweiten Weltkrieg teil. Dabei hatte er 1945 Kontakt zur dänischen Widerstandsbewegung.
Nach dem Ende des NS-Staats beteiligte Kubsch sich in Dresden aktiv am kulturellen Neuaufbau. 1945/46 war er Leiter und Autor des Kabaretts Die Eulenspiegel Dresden, später Chefdramaturg der Gesellschaft für Zeitkunst und von 1949 bis 1950 DEFA-Dramaturg.
Bis zu seinem Tod 1983 war er als freischaffender Schriftsteller und Kritiker in Dresden tätig. Er verfasste auch populäre Jugend- und Pionier-Lieder wie Sonnenschöner Morgen und Morgenlied des Traktoristen.

## Literarische Werke
- 1947: Ende und Anfang (Text für Schauspiel)
- 1948: Ferien auf dem Lande (Kinderstück)
- 1949: Die ersten Schritte (Text für Schauspiel)
- 1953: Die Störenfriede (Filmszenarium; mit Wolfgang Kohlhaase)
- 1954: Das Mädel auf dem Traktor (Text für Chorstück; Musik Alexander Ott)
- 1950: Saure Wochen – frohe Feste (Filmszenarium; mit Wolfgang Schleif)
- 1955: Die Ferienfanfare (Erzählung)
- 1956: Bärenburger Schnurre (Filmszenarium für Kinderfilm)
- 1959: Ablösung (Hörspieltext)
- 1971: Legende von den sieben Legenden (Erzählung)
- postum 1984: Unordentliches Tagebuch (autobiografischer Roman)

## Ehrungen
- 1971 Vaterländischer Verdienstorden in Bronze
- 1978 Martin-Andersen-Nexö-Kunstpreis der Stadt Dresden
- 1981 Vaterländischer Verdienstorden in Silber